# Élysée Munembwe
Élysée Munembwe, de son nom complet Élysée Munembwe Tamukumwe, est une femme politique congolaise née le 16 avril 1960 dans le Nord Kivu. Elle est vice-Première ministre et ministre du Plan au sein du gouvernement Ilunga de 2019 à 2021.
Elle fut également ministre de l'Enseignement primaire et secondaire de 2003 à 2007 dans le gouvernement de transition, ainsi que députée de Walikale (Nord Kivu) de 2006 à 2018.
Présidente du parti « Actions alternatives pour la renaissance du Congo » (AARC), elle est aussi membre du Front commun pour le Congo (FCC), plateforme de l'ancien président Joseph Kabila.

## Biographie

### Jeunesse et études
Élysée Munembwe Tamukumwe naît le 16 avril 1960 dans le Nord Kivu, d'un père issu du peuple Lega et d'une mère issue du peuple Havu. Elle étudie à l'université de Kisangani où elle obtient une licence en sciences de l'éducation et psychologie du travail.

### Carrière politique
En 1998, elle fait partie des tout premiers membres du Rassemblement congolais pour la démocratie (RCD), groupe rebelle s'opposant à Laurent-Désiré Kabila et soutenu par le Rwanda. Elle le quitte 2 ans plus tard pour intégrer en juillet 2000 le Mouvement de libération du Congo (MLC) de Jean-Pierre Bemba (mouvement alors encore armé). Elle se rapproche ensuite de Joseph Kabila, qui la nomme ministre de l'Enseignement primaire et secondaire en 2003 au sein de son gouvernement de transition. En 2005, elle est également nommée administratrice directrice générale adjointe de la Société nationale d'électricité (SNEL).
Lors des élections législatives de 2006, elle est élue députée nationale dans la circonscription de Walikale (Nord-Kivu). Elle est réélue lors des élections de 2011 sur la liste de l'ARC, et devient également questeur de l'Assemblée nationale jusqu'en 2018. En tant que députée, elle affirme avoir reçu des menaces de mort « pour avoir contribué à l'éradication des éléments du groupe armé Rahiya Mutomboki dans ce territoire ».  
Candidate lors des élections législatives de 2018, elle est élue députée nationale, députée provinciale de Walikale ainsi que sénatrice du Nord Kivu sous les couleurs de « Actions alternatives pour la renaissance du Congo » (AARC), parti qu'elle préside. Ce dernier est membre du regroupement « Actions alternatives pour le bien-être » (AAB) - qu'elle a cofondé et dont elle fait partie du bureau politique -, regroupement lui-même membre du Front commun pour le Congo (FCC), plateforme de l'ancien président Joseph Kabila. 
À la suite de l'élection de Félix Tshisekedi à la présidence, elle est nommée vice-Première ministre et ministre du Plan en septembre 2019, au sein du gouvernement Ilunga. Elle est la première femme à occuper le poste de vice-Premier ministre depuis 25 ans. Afin de respecter la loi sur le non-cumul des mandats, elle renonce à ses fonctions législatives, se faisant notamment remplacer au Sénat par son suppléant Jean-Pierre Kibaya Munembwe, qui est aussi son frère.
Lors de la nomination du gouvernement Lukonde, elle n'est pas reconduite à son poste, et est remplacée au Ministère du Plan le 28 avril 2021 par Christian Mwando Nsimba. Elle retrouve alors son poste de députée nationale au sein de AARC, pour le Nord Kivu. 

## Prises de positions
En 2020, elle incite la jeunesse congolaise à « quitter l'économie informelle » et à créer des entreprises. En mars 2023, elle plaide pour un meilleur accès des femmes et des jeunes filles au numérique. Elle reste un soutien de l'ancien président Joseph Kabila.